# Moore Point Lighthouse
Moore Point Lighthouse ist ein Leuchtturm am Ende einer Landzunge im Südwesten von Geraldton in Western Australia. Der 1878 erbaute Leuchtturm besitzt eine rot-weiße Farbgebung und ist 34 m hoch. Er war seinerzeit der erste  Ganzmetall-Leuchtturm auf Australiens Festland. 1985 wurde das Leuchtfeuer automatisiert.